# Danh sách nhân vật trong One-Punch Man
Bộ manga/anime One-Punch Man chứa vô số nhân vật được tạo ra dựa trên webcomic của một người có bút danh tên One và được vẽ lại bởi Yusuke Murata. Bộ phim theo chân sau một siêu anh hùng có tên là Saitama, một chàng trai đang thất nghiêp sống trong thành phố Z của một thế giới giả tưởng nơi mà có các anh hùng và quái vật, và đệ tử Genos, một người máy đã nhận làm đệ tử của Saitama sau khi chứng kiến sức mạnh thật sự của anh. Hai thầy trò vì không được nổi tiếng nên đã tham gia Hiệp hội Anh Hùng để được công nhận và trở thành anh hùng. Tất cả các nhân vật là từ trong manga đã được liệt kê bởi tác giả, đã được sắp xếp theo cấp bậc và diễn biến câu truyện. Dưới đây là các nhân vật trong One-Punch Man.

## Các nhân vật chính

### Saitama
Lồng tiếng bởi: Makoto Furukawa
Biệt danh:
 "Áo Choàng Hói" (ハゲマント Hagemanto)
Saitama (サイタマ) hay One-Punch Man (ワンパソマン - Wanpanman) là một siêu anh hùng dễ dàng đánh bại bất kỳ đối thủ nào với một cú đấm của mình. Anh là một chàng trai cơ bắp 25 tuổi và bị hói đầu, được biết do quá trình tập luyện quá mức của anh gây ra. Saitama thường xuyên cứu những người vô tội khỏi các quái vật xuất hiện trong thế giới của mình. Tuy nhiên, anh không bao giờ nhận được bất kỳ sự công nhận nào từ dân chúng, mặc dù cuối cùng anh gia nhập Hiệp hội siêu Anh hùng và kể từ đó đã tăng lên đến hạng 7 cấp B. Sau khi đánh bại rất nhiều kẻ thù mà không cần dùng đến nhiều sức của mình, anh cảm thấy buồn chán và trống rỗng, không ngừng tìm kiếm đối thủ - người thực sự có thể gây ra một thách thức đối với anh ta. Anh bị xem thường bởi hầu hết thành viên của Hiệp hội siêu Anh hùng và những người bình thường, nguyên nhân anh mất danh tiếng và uy tín của mình vì cách đánh bại kẻ thù một cách dễ dàng (đặc biệt là những kẻ thù đã đánh bại nhiều anh hùng cấp cao) và anh không quan tâm đến dư luận hay thiệt hại tài sản. Mặc dù vậy, Saitama là người có đạo đức hơn so với hầu hết các anh hùng trong sê-ri và không ham muốn hư danh, chẳng hạn như khi anh cải trang mình như một cảnh sát để đánh bại một con quái vật đang tàn phá vì người dân mất niềm tin vào cảnh sát (ngoại truyện).
Saitama mặc trên người mình một bộ trang phục màu vàng với găng tay và đôi ủng màu đỏ, trên vai khoác một áo choàng trắng nhìn rất đơn giản.
Trước thời điểm bắt đầu truyện, Saitama là một đứa trẻ học bình thường. Khi một giáo viên yêu cầu gặp anh ta tại văn phòng trách mắng về Saitama do không làm một số bài tập về nhà của mình, anh đã phải đối mặt với những kẻ bắt nạt và lấy đi tiền của mình. Saitama không quan tâm về việc bị bắt nạt vì anh cũng nghèo như những kẻ bắt nạt. Khi một con heo đất quái vật tấn công những kẻ bắt nạt để lấy số tiền bị đánh cắp của Saitama, một trong những kẻ bắt nạt hối tiếc hành động của mình, tiết lộ anh chỉ muốn nuôi em trai bị bệnh của mình. Chủ nghĩa anh hùng của Saitama được đánh thức lần đầu tiên và anh đuổi theo lấy lại tiền. Mặc dù đã cố gắng hết mình, Saitama vẫn không đủ mạnh để đánh bại những con quái vật. Khi trưởng thành, anh bây giờ là một người làm công ăn lương thất nghiệp trở nên trầm cảm sau nhiều lời từ chối. Một ngày nọ, Saitama cứu một đứa trẻ từ một con quái vật. Hành động này sinh ra hai kết quả lớn: Sức mạnh của anh và Saitama quyết định trở thành một anh hùng đơn giản bởi vì anh thích nó, dựa trên những anh hùng từ thời thơ ấu của mình. Sau khi tập luyện mỗi ngày trong ba năm một cách khủng khiếp, anh tập luyện thường xuyên 100 cái hít đất, 100 cái gập bụng, 100 cái bật nhảy và chạy 10 km mỗi ngày, anh đã đạt được sức mạnh siêu nhân và sở hữu siêu tốc độ, tuy nhiên tóc của anh lại bị rụng hết. Mặc dù Saitama tin sức mạnh của mình là một kết quả của việc tập luyện hàng ngày, tất cả những người nghe về phương pháp của anh, bao gồm cả Genos, cho rằng đó là một phương pháp lố bịch. Trong cuộc chiến với Chúa tể Boros (người mạnh nhất Saitama từng gặp nhưng không thể sánh bằng Saitama), hắn ta cho rằng anh liên tục giữ lại sức mạnh thực sự của mình để làm cho chiến đấu kéo dài hơn, anh buộc phải tung ra cú đấm nghiêm túc gây ra sóng thần và sóng xung kích liên lục địa.
"Thánh phồng tôm Saitama" được coi là một trong những nhân vật được xem là mạnh nhất trong anime và manga, thậm chí còn có nhiều ý kiến cho rằng Songoku cũng chưa chắc đã đánh lại nổi. Vì cho đến hiện tại sức mạnh thực sự của Saitama vẫn còn chưa được bật mí hết. Ngoài việc là một siêu anh hùng có sức mạnh khủng khiếp, Saitama còn nổi tiếng với quả đầu trọc cùng biểu cảm gương mặt ''đơ như cây cơ'' trong mọi tình huống. Saitama dường như vô cảm vì anh quá mạnh và hầu như đều kết thúc đối thủ chỉ bằng một cú đấm, ít khi anh cảm nhận được sự thú vị của một trận chiến là như thế nào.
Gương mặt nhìn "ngu không chịu được" ấy cũng quy định tính cách của Saitama. Anh chàng được xem là "hồn nhiên" quá mức trước mọi việc, mà thực tế là do anh ta làm bất cứ việc gì cũng không suy nghĩ, tính toán điều gì. Anh suy nghĩ, hành động nông nổi, hời hợt như một đứa trẻ con. Mặc dù Saitama đã 25 tuổi nhưng chưa hề có bóng hồng nào xuất hiện trong cuộc đời anh ta.
Siêu anh hùng "một đấm" đánh bại mọi kẻ thù cũng có cơ hội trở thành thầy, khi chàng người máy Genos luôn bám lấy anh để theo đuổi giấc mơ trở thành kẻ mạnh nhất. Thực tế, Saitama không dạy được cậu học trò chăm chỉ bài học nào ra hồn, bởi sức mạnh của anh chỉ đến nhờ việc luyện tập chăm chỉ. Tuy nhiên, qua từng hành động cao thượng, làm việc tốt không màng cấp bậc hay danh vọng của Saitama đã tạo động lực để Genos hướng gần hơn đến giá trị đạo đức của một người hùng chân chính.

### Genos
Lồng tiếng bởi: Kaito Ishikawa
Biệt danh:
 "Quỷ Nhân Máy" - Người Máy Ác Quỷ (鬼サイボーグ Oni Saibōgu)
Genos (ジェノス - Jenosu) là một người máy, anh quyết định trở thành đệ tử của Saitama sau khi chứng kiến chiến thắng dễ dàng của Saitama đối với Yêu Nữ. Trong khi Saitama đã cương quyết từ chối, Genos đã nhanh chóng được chấp nhận sau khi anh đề nghị trả một phần tiền thuê nhà của mình. Genos kể cho Saitama nghe về Hiệp hội Anh hùng khi nghe Saitama thắc mắc về việc không được công nhận, và cả hai đều quyết định đi đăng ký anh hùng chính thức và trở thành siêu anh hùng. Genos trở thành một anh hùng cấp S sau khi nhận được một số điểm tối đa các bài kiểm tra của mình, trong khi Saitama chỉ kiếm được một thứ hạng anh hùng cấp C. Anh có thứ hạng 14 trong lớp S nhưng anh ấy vẫn coi Saitama là sư phụ của mình và đi cùng anh ấy bất cứ khi nào Genos không được triệu tập tới các nhiệm vụ khác. Saitama thường xuyên phải cứu anh, vì tính cách cứng đầu của Genos khiến anh lao vào hành động mà không cần suy nghĩ.
Trước khi gặp Saitama, Genos là một cậu bé hạnh phúc bình thường, sống với gia đình của mình. Một ngày khi Genos 15 tuổi, một người máy điên phá hủy thị trấn của Genos, giết gia đình của anh, để lại Genos còn sống và bị thương nặng. Giáo sư Kuseno (クセーノ博士 Kusēno-hakase), một giáo sư của công lý (?), tìm thấy Genos và sửa đổi anh ta thành một người máy theo yêu cầu của Genos. Từ đó về sau, Genos chiến đấu cho công lý và tìm kiếm người máy phá hủy thị trấn của mình. Sau thất bại của quân đội Boros, anh được cảnh báo bởi kị sĩ máy rằng hãy cẩn thận với Metal Knight (?).

## Hiệp hội Anh hùng
Hiệp hội Anh hùng (ヒーロー協会 Hīrō Kyoukai) là một tổ chức được thành lập bởi nhà triệu phú có tên Agoni để chống lại quái vật, tội phạm và các mối đe dọa khác nhau. Ông cũng đã thành lập Cơ quan đăng ký Anh hùng Quốc gia (ヒーロー名簿, Hīrō meibo), nơi lưu trữ thông tin của tất cả các anh hùng được công nhận, hành nghề anh hùng hợp pháp. Nó cũng được tài trợ bởi sự đóng góp của người dân. Hiệp hội sử dụng một hệ thống cấp bậc được dựa trên các bài kiểm tra khác nhau từ siêu năng lực cho đến phần lý thuyết, với bốn cấp và các anh hùng được xếp hạng trong các cấp C, B, A và cao nhất là cấp S, những người duy nhất được hưởng lợi và đặc quyền tốt nhất của tổ chức, từ mức lương cao hơn, hỗ trợ vật chất, cho đến có sự quảng bá hình ảnh và thành tích của họ đến công chúng.
Anh hùng mới phải tham gia một kỳ thi trong đó 50% là bài kiểm tra thể chất, 50% còn lại là thi viết và tiểu luận. Điểm đậu sẽ là 70% hoặc cao hơn và được xếp thẳng vào một lớp từ 70% hầu như không thuộc hạng C đến 100% đủ điều kiện cho Lớp S. Sau đó, họ được xếp ở thứ hạng thấp nhất cho cấp đó. Anh hùng có thể tăng hoặc giảm thứ hạng tùy thuộc vào hành động của họ.

### Hạng S

#### Blast
- Lớp S hạng 1
Blast: Bộc Phá (ブラスト Burasuto), Siêu anh hùng được cho là mạnh mẽ nhất trong hiệp hội siêu anh hùng, anh lần đầu xuất hiện trực tiếp khi đang thu thập các khối lập phương và gặp Saitama cùng Flashy Flash dưới lòng đất. Anh đủ mạnh đến mức có thể hạ toàn bộ anh hùng lớp S. Đã từng cứu 2 người là Tatsumaki và Mặt nạ ngọt ngào. Làm việc chủ yếu ở hiệp hội anh hùng vũ trụ.

#### Tatsumaki
- Lớp S hạng 2
Lồng tiếng bởi: Aoi Yūki 
Tatsumaki (Đứa con của bão) (戦慄のタツマキ Senritsu no Tatsumaki) là một siêu anh hùng với siêu năng lực mạnh mẽ nhất trong hiệp hội, cô có vẻ bề ngoài trẻ hơn so với tuổi thật của mình. Đúng như thứ hạng của mình, cô mạnh hơn rất nhiều so với các anh hùng cấp S khác. Cô sở hữu khả năng điều khiển các vật thể to lớn, có khả năng nhổ toàn bộ một cơ sở dưới lòng đất cùng với tất cả các cư dân của nó và có khả năng chiến đấu với nhiều quái vật cấp Dragon dễ dàng khi rất nhiều các anh hùng cấp S khác đã không thể đánh bại duy nhất một con. Dù cô khá lùn so với em gái nhưng cô lại mạnh đến mức bóp nát con bạch tuộc trăm mắt bằng 1 tay. Cô đã từng được Blast cứu khi còn nhỏ.

#### Bang
- Lớp S hạng 3
Lồng tiếng bởi: Kazuhiro Yamaji
Silver Fang (Nanh bạc) (シルバーファング Shirubaa Fangu) là một ông già bậc thầy võ thuật với bộ pháp "Nước chảy đá mòn" (流水岩砕拳 "Ryusui Gansai Ken" - Lưu Thủy Nham Toái Quyền). Là một trong số ít người biết được sức mạnh thực sự của Saitama. Tên thật của ông là Bang, ông có một người anh trai tên là "Bomb", bậc thầy của bộ pháp "Gió thổi sắt mòn" (旋風鉄斬拳 "Senpuu Tetsuzan Ken" - Toàn Phong Thiết Trảm Quyền). Khi Saitama nói với ông về lý do mình trở thành một anh hùng thực sự là do sở thích, Bang nhắc Saitama về đệ tử cũ của mình, Garou, người trước đây là mạnh nhất trong số những đệ tử của Bang cho đến khi bị anh ta bị đuổi. Sau vụ việc này học trò của ông đều bỏ võ đường ra đi. Ông có một đệ tử tên là Charanko, người mà sau này ông "trục xuất" để giữ anh ta an toàn khỏi Garou.

#### Samurai Nguyên Tử
- Lớp S hạng 4
Lồng tiếng bởi: Kenjiro Tsuda
Atomic Samurai (アトミック侍 Atomikku Samurai) Một samurai mạnh mẽ nhất với một katana dài. Ông là kiếm sĩ mạnh nhất của Hiệp hội và tuyên bố ông có thể cắt bất cứ thứ gì tinh xảo đến kích thước nguyên tử. Ban đầu ông ấy từ chối bắt tay Saitama vì anh không phải là Lớp S. Khi Saitama gọi ông là "trung niên", ông trả lời rằng mình chỉ mới 37. Samurai Nguyên Tử rất điêu luyện với thanh katana của mình, có thể chém kẻ thù thành hàng triệu mảnh ngay lập tức. Trong không gian hạn chế, ông ta sử dụng thanh kiếm với độ chính xác và tốc độ đến mức khiến kẻ thù bị tiêu diệt. Ông ấy có một số học sinh Lớp A xếp hạng 2, 3 và 4. 

#### Tiểu Bá Vương
- Lớp S hạng 5
Lồng tiếng bởi: Minami Takayama
Child Emperor (童帝 (Đồng Đế) Doutei) Một thần đồng phát minh thiên tài, là một cậu bé mười tuổi đeo ba lô tiểu học kiểu Nhật Bản. Tuy nhiên, thật thất vọng khi anh ấy là một trong những anh hùng không phải Saitama được Hiệp hội Anh hùng đặt cho một cái tên anh hùng đáng xấu hổ, sử dụng các sáng tạo công nghệ của mình để chiến đấu. Một cựu trợ lý của Metal Knight (Bofoy). Cậu ta là một nhà phát minh thiên tài, người sử dụng robot để chiến đấu cũng như sử dụng ba lô của mình để mọc ra những đôi chân giống nhện giúp mình có thể đi lại được. Mặc dù là người trẻ nhất trong số các anh hùng Lớp S, nhưng cậu ấy thể hiện mức độ trưởng thành vượt xa hầu hết các bạn cùng lứa. 

#### Metal Knight
- Lớp S hạng 6
Lồng tiếng bởi: Tesshō Genda
Metal Knight - Hiệp sĩ kim loại (メタルナイト Metarunaito), một anh hùng bí ẩn, người luôn sử dụng các robot điều khiển từ xa với uy lực cao. Tên thật của ông là Bofoy (ボフォイ, Bofoi?). Với sự trợ giúp của các phát minh của mình, ông nổi tiếng là một trong những cỗ máy chiến đấu mạnh nhất của Hiệp hội Anh hùng. Robot của ông ấy xuất hiện lần đầu tiên tại Thành phố Z, nơi ông thử nghiệm một loại vũ khí mới chống lại một thiên thạch đang lao tới, nhưng nó không thành công đồng thời từ chối hợp tác với Genos. Ông vắng mặt trong hầu hết các cuộc họp của Lớp S, nhưng robot của ông thường xuất hiện để trục vớt các bộ phận của kẻ thù bị tiêu diệt. Drive Knight khuyên Genos nên cảnh giác với Metal Knight, ám chỉ mối liên hệ giữa Tiến sĩ Bofoi và người máy đã phá hủy một trong những quê hương nơi Genos, Drive Knight và Kuseno từng sinh sống. 

#### Đế Vương
- Lớp S hạng 7
Lồng tiếng bởi: Hiroki Yasumoto
King - Đế Vương (キング Kingu) được cho là người đàn ông mạnh nhất hành tinh, là một anh hùng với những vết sẹo lớn có móng vuốt dọc bên trái khuôn mặt. Hiệp hội tin rằng anh ấy là người đàn ông mạnh nhất hành tinh và các thành viên Cấp S khác dành cho anh sự tôn trọng lớn lao. Tuy nhiên anh thực chất là một con người bình thường may mắn lấy được các chiến công của Saitama. Anh là một otaku 29 tuổi và người có khả năng chơi game thần thánh, thích chơi game mô phỏng hẹn hò và game chiến đấu. Mặc dù Saitama biết King không có khả năng nhưng anh ấy không ngại khen ngợi King đồng thời khuyến khích King tiếp tục truyền cảm hứng cho mọi người với tư cách là một anh hùng Lớp S. King và Saitama trở thành bạn bè và thường xuyên ghé thăm nhau để chơi trò chơi điện tử. Vì đã hiện diện trong ký ức của Saitama khi người sau cứu mạng anh, King là người duy nhất nhớ Saitama có tóc khi nào, trước khi Saitama có được sức mạnh của mình với cái giá phải trả là chứng hói đầu. 

#### Zombieman
- Lớp S hạng 8
Lồng tiếng bởi: Takahiro Sakurai
Zombieman (ゾンビマン Zonbiman) Một anh hùng ngầu lòi, bất tử có thể tự liền lại bất kỳ mọi vết thương, người sau này được tiết lộ là một cựu đối tượng thử nghiệm của Ngôi nhà Thời Đại, đã lên kế hoạch trả thù họ cho đến khi anh từ bỏ vấn đề cá nhân của mình khi biết Saitama là nguyên nhân chính khiến tổ chức sụp đổ và cải tổ thành một cửa hàng thực phẩm. Anh có 1 vết sẹo lớn hình chữ Y không thể chữa lành. Khả năng chiến đấu bẩm sinh của anh không tồn tại so với những anh hùng Lớp S khác, vì vậy anh ấy sử dụng khả năng tái tạo của mình cho các chiến thuật độc đáo nhằm xác định điểm yếu của đối thủ. Các trận chiến chống lại anh ta thường biến thành cuộc chiến tiêu hao.

#### Kỵ sĩ robot
- Lớp S hạng 9
Lồng tiếng bởi: Yōji Ueda
Drive Knight (駆動騎士 (Cơ Động Kị Sĩ) Kudō kishi), hay Zero - Một người máy mang sức mạnh biến đổi chiến thuật bằng chiếc hộp đặc biệt của mình, mỗi lần biến đổi thành một vũ khí mạnh mẽ để đối phó với một loại tình huống nhất định. Là người đã cảnh báo Genos rằng Metal Knight là kẻ thù của anh.

#### Thần Lợn
- Lớp S hạng 10
Lồng tiếng bởi: Daisuke Namikawa
Pig God (豚神 (Trư Thần) Butagami) Một anh hùng béo kinh khủng với sức mạnh phi thường và có thể chống lại được những chấn thương, anh ăn luôn mồm và đánh bại kẻ thù của mình bằng cách ăn rồi tiêu hóa chúng với cái dạ dày vô cùng đặc biệt của anh.

#### - Lớp S hạng 11
Lồng tiếng bởi: Satoshi Hino
Superalloy Darkshine (超合金クロビカリ Chougoukin Kurobikari) Là anh hùng có thể chất mạnh nhất của lớp S, giống Saitama, anh tập luyện đến rụng tóc và có sức mạnh vượt trội cùng cơ thể vô cùng trâu bò và cứng cáp.
Lưu ý: Theo một bài báo trên Comicbook.com, thiết kế nhân vật anime của anh ấy trong phần 2 đã bị người xem bên ngoài Nhật Bản chỉ trích là một bức tranh biếm họa phân biệt chủng tộc.

#### Chó Canh Phòng
- Lớp S hạng 12
Lồng tiếng bởi: Yūji Ueda
Watch Dogman (番犬マン (Bán Khuyển-man) Banken-man) Một anh hùng kì quặc luôn mặc một bộ đồ chó, mặt khá giống Saitama. Dù không có kĩ thuật gì đặc biệt nhưng anh ta có sức mạnh và tốc độ rất khủng. Là người bảo vệ thành phố Q, anh ta cũng chỉ quan tâm tới thành phố Q của mình mà thôi. Anh thường đợi xung quanh giống như bức tượng Hachiko và ngồi trên bệ đá chờ một con quái vật đến tấn công mình. Garou thấy Watch Dogman khó đánh giá vì phong cách chiến đấu của anh ta giống một con vật hơn là một con người.

#### Tia Chớp Hào Nhoáng
- Lớp S hạng 13
Lồng tiếng bởi: Kōsuke Toriumi
Flashy Flash (閃光のフラッシュ Senkwou no Fulasshu) Một thanh niên có vẻ ngoài nữ tính, đồng thời là một ninja có tốc độ siêu khủng cùng với kỹ thuật chiến đấu bằng kiếm cũng như tay không đáng kinh ngạc.

#### Chày Sắt
- Lớp S hạng 15
Metal Bat (金属バット Kinzoku Batto) là một thanh niên 17 tuổi máu liều nhiều hơn máu não, là anh hùng can đảm nhất của lớp S. Sử dụng vũ khí là một cây gậy bóng chày không bao giờ gãy. Có sức mạnh "Tinh thần chiến đấu" đặc biệt giúp anh ta tăng sức mạnh khi bị đánh đập. Anh ta còn có một cô em gái tên Zenko. Chẳng sợ trời, chẳng sợ đất, tuy nhiên siêu anh hùng của chúng ta lại rất sợ... em gái

#### Tanktop Master
- Lớp S hạng 16
Lồng tiếng bởi: Katsuyuki Konishi
Tank-Top Master hay Ba Lỗ Đại Ca (タンクトップマスター Tankutoppu Masutā) là một người đàn ông cao to, vạm vỡ với mái tóc ngắn màu vàng sẫm và đôi mắt nâu. Giống như các thành viên khác của Tank Topper Army, anh ta mặc áo tank top màu xanh, quần dài và thắt lưng quanh eo với áo tanktop và chữ cái đầu của anh ta được khắc ở giữa. Được đánh giá là một trong những người đàn ông mạnh nhất hành tinh bởi sức mạnh vật lí phi thường của anh. Có rất nhiều đàn em và không giống như những người anh em của mình có xu hướng kiêu ngạo và liều lĩnh, anh ấy là người điềm tĩnh, khiêm tốn và có ý thức cao về công lý. Tank-Top Master được chứng minh là có sức mạnh cực cao, có thể ném những tấm bê tông khổng lồ vào tàu của người ngoài hành tinh để gây ra thiệt hại đáng kể. Anh đã phát triển hình thức chiến đấu của riêng mình, tập trung vào sức mạnh thể chất to lớn của mình.

#### Bà mẹ lao tù
- Lớp S hạng 17
Lồng tiếng bởi: Masaya Onosaka
Puri-Puri Prisoner, tên tiếng Việt là Bà mẹ lao tù (ぷりぷりプリズナア Puri Puri Purizunaa) là một người đàn ông có cơ bắp to lớn với cái cằm chẻ lởm chởm râu, đôi môi 2 đĩa và mái tóc đen rậm. Anh ta có quai hàm rõ nét và đôi mắt xanh nhạt với hàng mi dài, bộ đồ tù nhân truyền thống có sọc trắng và xanh. Anh thường mặc một chiếc áo len không tay màu trắng với một trái tim lớn màu hồng ở ngoài, nhưng anh ta đã lỡ xé nó trong một lần "biến hình" để đánh nhau với Deep Sea King. Anh ấy ở hạng 16, nhưng tụt xuống hạng 17 sau khi Genos thăng hạng. Anh ta tăng sức mạnh trong một sự biến đổi được gọi là "Phong cách thiên thần", khoe cơ bắp của mình, xé quần áo ra từng mảnh, khiến anh ta hoàn toàn khỏa thân. Anh được chứng minh là có tiềm năng to lớn, học cách vượt qua đối thủ ngay cả khi đang trong trận chiến. Anh ta là một người thực tế, kể cho Saitama nghe về thầy bói quá cố và chỉ trích cách đối xử của Amai Mask với những khó khăn của các anh hùng.

### Hạng A
Lớp A là lớp mạnh thứ hai của Hiệp hội Anh hùng. Trong số các anh hùng Lớp A được biết đến là: 

#### Mặt Nạ Ngọt Ngào
- Lớp A hạng 1
Lồng tiếng bởi: Mamoru Miyano
Mặt Nạ Ngọt Ngào(Sweet Mask) (アマイマスク - Amai Mask) hay Mặt Mật Đẹp Trai (イケメン仮面アマイマスク - Ikemen Kamen Amai Mask) là một người mẫu, ca sĩ, diễn viên xinh đẹp và là siêu anh hùng nổi tiếng hàng đầu trong hơn 28 tuần. Anh ta rất tự ái, có triết lý rằng các anh hùng phải "cứng rắn, mạnh mẽ và xinh đẹp cũng như có thể tiêu diệt cái ác kịp thời và xuất sắc". Là anh hùng hạng nhất của cấp A. Anh có khuôn mặt điển trai và có vai vế trong Hiệp hội siêu anh hùng. Mặt nạ mật được công nhận có trình độ cấp S nhưng tình nguyện ở lại cấp A để ngăn chặn những người không xứng đáng lọt vào cấp S.

#### Đệ tử của Samurai Nguyên tử
Samurai nguyên tử có ba đệ tử hạng A. Theo Hellish Blizzard, họ sẽ gia nhập chủ nhân của mình nếu không có Amai Mask:

#### Iaian
- Lớp A hạng 2
Lồng tiếng bởi: Yoshimasa Hosoya 
Iaian là anh hùng hạng 2 cấp A. Anh là 1 kiếm sĩ và là 1 trong 3 học trò của Samurai nguyên tử. Anh bị mất 1 tay sau trận chiến với binh đoàn của Boros ở thành phố A.

#### Okamaitachi
- Lớp A hạng 3
Okamatachi là anh hùng hạng 3 cấp A. Là một anh chàng mặc áo len và váy dài 26 tuổi là 1 kiếm sĩ trong số 3 học trò của samurai Nguyên tử (anh ta hay đổ gục trước những con quái vật có vẻ ngoài điển trai). 

#### Bushidrill
- Lớp A hạng 4
Anh ấy là anh hùng hạng 4 cấp A. Anh là 1 kiếm sĩ và cũng là 1 trong 3 học trò của samurai nguyên tử. Anh sở hữu 1 thanh kiếm kì lạ ở bên mình. 

#### Các anh hùng hạng A khác
Sau đây là những Anh hùng hạng A được biết đến khác:

#### Heavy Tank Loincloth (Khố Chiến Xa Hạng Nặng)
- Lớp A hạng 5
Lồng tiếng bởi: Kōichi Sōma
Anh là anh hùng hạng 5 lớp A  và là một anh hùng to lớn chỉ mặc một chiếc Fundoshi màu sáng, người được kêu gọi để bảo vệ Sitch trong cuộc gặp gỡ với bọn tội phạm. Anh ta bị Garo đánh đập dã man khi Garo bắt đầu cuộc săn lùng anh hùng của mình.

#### Death Gatling (Súng máy tử thần)
- Lớp A hạng 8
Lồng tiếng bởi: Kento Shirashi
Anh hùng hạng 8, có súng tự động ở tay trái.

#### Stinger (Giáo tre)
- Lớp A hạng 11

#### Smileman (Mặt Cười)
- Lớp A hạng 27

### HẠNG B
Cấp B là cấp siêu anh hùng tiếp theo trong hiệp hội. Nếu một siêu anh hùng trong Lớp C đạt Hạng 1, họ có tùy chọn được thăng cấp lên Lớp B. Các siêu anh hùng Cấp B đã tái xuất hiện trong bộ truyện là:
Fubuki
- Lớp B hạng 1
Lồng tiếng bởi: Saori Hayami
Cô nàng linh lực gia này là em gái của anh hùng lớp S hạng 2 là Tatsumaki. Dù có cơ thể lớn hơn cô chị nhiều lần nhưng sức mạnh của cô chưa bằng một bàn tay của Tatsumaki. Thân hình đẹp như người mẫu nhưng dường như cô không quan tâm điều đó. Fubuki có thể bay nhưng cô thích đi bộ hơn. Sức mạnh của cô có thể vượt trội hơn nhiều với các anh hùng cấp A nhưng cô chọn ở lại anh hùng lớp B hạng 1 vì cô không thể vượt qua anh hùng lớp 1 A Mặt nạ ngọt ngào. Vì muốn hơn chị mình nên cô tạo nhóm Fubuki gồm các anh hùng lớp B để lập công. Cô chỉ thích làm thủ lĩnh nên cô chọn đứng đầu hạng 1. Sức mạnh của cô cũng tương đương với chị gái mình nhưng yếu hơn nhiều. Fubuki và Tatsumaki có khả năng cảm nhận khi người trong lúc nguy hiểm. Dường như mỗi khi Fubuki bị thương hoặc gặp nguy hiểm thì cô chị lại xuất hiện và bảo vệ cô.
Gun Gun (Cao bồi Cao thủ)
- Lớp B hạng 43
Shooter (Cung thủ)
- Lớp B hạng 99

## Ngôi Nhà Thời Đại
Ngôi Nhà Thời Đại (進化の家 Shinka no Ie) là tổ chức đầu tiên xuất hiện trong 9

#### Tiến sĩ Genus
Lồng tiếng bởi: Namikawa Daisuke
Tiến sĩ Genus (ジーナス博士 (Bác sỹ Jinas) Jīnasu-hakase) là một nhà khoa học thiên tài và là một đứa trẻ thần đồng, người đã vỡ mộng về loài người vì đã không chấp thuận sáng kiến "đưa loài người lên đỉnh cao của sự tiến hoá qua biến đổi gen" của ông, coi loài người như loài vượn, sau 70 năm ông khám phá ra và quyết định sử dụng thí nghiệm di truyền gen để kéo dài sinh mệnh của mình và trẻ hoá, tự nhân bản chính mình rồi thành lập Ngôi Nhà Thời Đại.

#### Mosquito Girl
Lồng tiếng bởi: Sawashiro Miyuki
- Thảm họa cấp Quỷ (鬼)
Yêu nữ (モスキート娘 Mosukīto Musume) là một mẫu thí nghiệm đột biến nhân tạo được tạo ra bởi Tiến sĩ Genus từ Ngôi Nhà Thời Đại. Có cấu tạo giống như côn trùng, cơ thể của Yêu Nữ phần lớn là xương ngoài bao quanh bảo vệ những mô và cơ quan mềm của cơ thể, nó đủ nhẹ để ả có thể bay. Tất cả các chi của cô được kéo dài và kết thúc bằng hai cái móc, hai chân dưới của cô giống hai chân sau của loài thú. Bắp tay và cẳng tay của ả được bao phủ bởi một lớp lông dài, có kẻ sọc và trông giống như những chiếc sừng. Ả có khuôn mặt của một con người, phần đầu của một con muỗi, bao gồm một cặp mắt kép, hai bộ râu, và một ống chích ngắn. Mặc dù phần cơ thể người nhỏ, lưng của ả lại có bụng của loài muỗi. Ả coi đàn muỗi như các con của mình, đàn muỗi dăm dắp nghe lời con muỗi chúa và dung nạp vào cơ thể của mình, sau khi biến đổi cơ thể, ả hoá màu đỏ, cùng lúc đó lông và đỉnh đầu biến thành những gai nhọn, sức mạnh của ả giờ đây có thể đạt đến cấp Rồng (竜) vượt xa cả sức mạnh của Gorilla Bọc Thép, có thể đánh bại và khiến cho Genos phải tự hủy, cho đến khi bị Saitama cho một tát.

### Beast King
Lồng tiếng bởi: Jirō Saitō
- Thảm họa cấp Quỷ (鬼)
Vua Thú (獣王 Jūō) được coi là quái vật mạnh nhất trong số các thí nghiệm đang hoạt động của Genus (không tính Bọ Hung Cuồng Sát). Mặc dù vậy, sức mạnh của Vua Thú không thể sánh được với Saitama. Hắn kiêu ngạo tấn công Saitama mà không biết khoảng cách chênh lệch sức mạnh giữa cả 2 nên đã bị giết bằng một cú đấm.

### Armored Gorilla
Lồng tiếng bởi: Yamamoto Shouta
- Thảm họa cấp Quỷ (鬼)
Gorilla Bọc Thép (アーマードゴリラ Āmādo Gorira) là kẻ mạnh thứ 3 trong Ngôi Nhà Thời Đại, được tạo ra bởi tiến sĩ Genus, đồng thời hắn là con cyborg duy nhất trong đội. Hắn có cái đầu của con khỉ đột với một cơ thể được bao bọc bởi áo giáp sắt với gai nhọn bao quanh 2 cái đầu gối, găng tay và 2 đầu vai. Bản thân hắn ban đầu tỏ ra vẻ ngầu lòi khi tấn công rồi cuối cùng bị đánh bại bởi  Saitama và Genos. Dù bị đánh mất cả chân tay nhưng hắn vẫn tự tin rằng Thú Vương, kẻ mạnh thứ 2 trong tổ chức sẽ đánh bại hắn, nhưng mà Saitama đem tàn dư còn lại của hắn cho hắn xem, rồi hắn nhanh chóng lật mặt thật của mình và khai hết toàn bộ thông tin cho Saitama và Genos, và thông báo cho Genus về việc Saitama đang tới nhưng bị Genos ngăn lại. Cuối cùng, hắn và tiến sĩ Genus mở một quầy hàng và đặt tên Ngôi nhà Takoyaki. Trong phân cảnh hắn và Genus đang bận làm một bữa takoyaki ở quán ăn mới cắm trong khi đang xem tin tức trên TV có thông tin về cuộc xâm lăng của quân đoàn Vật Chất Tối đang tấn công thành phố A.

### Carnage Kabuto
Lồng tiếng bởi: Tomozaku Sugita
- Thảm họa cấp Rồng (竜)
Bọ Hung Cuồng Sát (阿修羅カブト (Bọ hung A-tu-la) Ashura Kabuto) là con quái vật mạnh nhất ở Ngôi nhà Thời Đại. Tên bọ hung được xếp vào mức độ thảm họa cấp Rồng (竜). Hắn mạnh đến độ có thể hạ gục Genos chỉ trong ba chiêu. Nên nhớ rằng, Genos lúc này cũng tương đương với lúc anh chàng tham gia kỳ thi tuyển của hiệp hội anh hùng, tức là đã đủ lực để được xếp vào lớp S. Thế nhưng chưa dừng lại ở đó, sức mạnh và tốc độ của hung thần sẽ còn được tăng vọt lên khi bật chế độ Cuồng Sát. Rất tiếc là hắn gặp phải Saitama quá sớm, và cái kết là bị bay  trong một đấm. Theo tính toán của chế độ mô phỏng chiến đấu ảo (Virtual Genocide System) của tiến sĩ Kuseno, Bọ Hung Cuồng Sát dạng thường đã có thể hạ gục các anh hùng cấp A như Snek chỉ trong vòng có ba giây ngắn ngủi, và hoàn toàn đủ khả năng cho Genos với bộ nâng cấp G4 bay màu trong hai chiêu. Khi sử dụng tuyệt kỹ tàn sát, hắn còn có thể đánh bại anh hùng cấp S Chày Sắt sau ba phút nếu như không có em gái can thiệp vào.

## Hiệp hội Quái vật
Hiệp hội Quái vật (怪人協会 Kaijin Kyoukai) là một nhóm các quái vật do Psykos (dưới bí danh Gyoro Gyoro) và Vua quái vật Orochi đứng đầu. Chúng là một tổ chức khủng bố về tập hợp đủ mọi loại yêu quái khác nhau với mục đích chống lại Hiệp hội Anh Hùng, và tạo ra một thế giới mới, nơi quái vật cai trị loài người. Vì là thành phố tụ tập nhiều yêu quái nhất trên Trái Đất, căn cứ của chúng nằm trong Thành phố Z hoang vắng, phía dưới đường cống ngầm. Căn cứ ngầm đó được xây thành nhiều tầng lớn với các đường hầm ở giữa

### Vua Quái Vật Orochi
Lồng tiếng bởi: Atsushi Ono
- Thảm họa cấp Rồng (竜) hoặc cao hơn
Vua Quái Vật Orochi ("怪人王"オロチ (Quái nhân vương Orochi) Kaijin-ō Orochi) là con quái vật thảm họa cấp Rồng (竜) và là lãnh đạo của Hiệp hội quái vật

### Gyoro Gyoro
Lồng tiếng bởi: Takehito Koyasu
- Thảm họa cấp Rồng (竜)
Gyoro Gyoro (ギョロギョロ) là hầu cận